# Pornsawan Plungwech
Pornsawan Plungwech (Thai: พรสวรรค์ ปลั่งเวช; * 15. Januar 1973 in Bangkok) ist eine ehemalige thailändische Badmintonspielerin.

## Sportliche Karriere
1992 startete Pornsawan Plungwech erstmals bei Olympia im Dameneinzel. Dort gewann sie ihr Erstrundenmatch gegen Viktoria Hristova aus Bulgarien und auch das zweite Spiel gegen Rhona Robertson. Im Drittrundenspiel gegen Sarwendah Kusumawardhani unterlag sie jedoch und wurde somit Neunte. Bei Olympia 1996 gewann sie ebenfalls in Runde eins gegen Catrine Bengtsson und in Runde zwei gegen Jeng Shwu-zen, schied aber erneut im Achtelfinale gegen Han Jingna aus.
National siegte sie erstmals bei den thailändischen Meisterschaften 1991 im Damendoppel mit Jaroensiri Somhasurthai. 1994 bis 1997 gewannen beide vier weitere Doppeltitel in Folge. Im Einzel siegte Pornsawan Plungwech 1993, 1996 und 1997. Die Mixedwertung gewann sie mit Siripong Siripool von 1994 bis 1996. 1997 holte sie sich bei den Südostasienspielen Bronze im Dameneinzel.